# 휴스턴 볼러스
휴스턴 볼러스(Houston Ballers)는 미국 텍사스주 휴스턴을 연고지로 하는 JBA  소속 농구 팀이다.